# Bank of America Center (Los Angeles)
Pour les articles homonymes, voir Bank of America Plaza.
Le Bank of America Plaza, anciennement Security Pacific Plaza, est un gratte-ciel de bureaux d'affaires de 224 mètres de hauteur et de 55 étages situé sur Bunker Hill à Los Angeles, en Californie. Il a été achevé en 1974 avec comme principaux locataires le siège de Security Pacific National Bank, Capital Group Companies et Sheppard, Mullin, Richter &amp; Hampton . La tour est le cinquième bâtiment le plus haut de Los Angeles et le 92e bâtiment le plus haut des États-Unis. En 2009, il avait la valeur nominale la plus élevée de tous les immeubles de bureaux du comté de Los Angeles. Lors de sa construction, le Security Pacific Plaza était unique pour le centre-ville de Los Angeles parce que ses quatre côtés faisaient chacun face au nord, au sud, à l'est et à l'ouest.
Depuis son ouverture en 1974 jusqu'en 1992, il portait le logo de la Security Pacific Bank . Ce logo a été supprimé lorsque Bank of America a acquis Security Pacific Bank. En vedette dans plusieurs films, il abrite le bureau de l'avocat dans le film Pretty Woman, et le siège de Tex Richman dans Les Muppets de 2011. La tour a également été utilisée comme plans extérieurs du siège de la société fictive Denver-Carrington dans le feuilleton de 1991 `` Dynasty ''.
L'édifice occupe une zone au sol de  1,70 ha, dispose d'un jardin à la française avec plus de 200 arbres et trois chutes d'eau de 7,3 mètres. Devant l'entrée principale se trouve la sculpture "Quatre Arches" d'Alexander Calder  d'une hauteur de 13 mètres.

## Voir également
- Liste des bâtiments les plus hauts de Los Angeles
- Liste des bâtiments les plus hauts des États-Unis